# دیمیتریوس دروتساس
دیمیتریوس دروتساس (یونانی: Δημήτριος Π. Δρούτσας؛ زادهٔ ۵ اوت ۱۹۶۸) یک سیاست‌مدار اهل یونان است.